# Leipziger Auwald
Der Leipziger Auwald (umgangssprachlich auch Auenwald oder Auewald) ist ein Auwaldgebiet, das zum überwiegenden Teil auf dem Gebiet der Stadt Leipzig liegt. Er war früher eine Weichholzaue (Erle) und wurde regelmäßig von den Hochwassern der Pleiße, Weißen Elster und Luppe überflutet. Durch menschliche Einflussnahme (vor allem Regulierung der Fließgewässer) hat sich heute eine Hartholzaue (Esche, Eiche, Ahorn) durchgesetzt. Der Leipziger Auwald gehört zu den größten erhaltenen Auwaldbeständen in Mitteleuropa. Ungeachtet der vielfältigen menschlichen Eingriffe und der Nähe zu einer Großstadt haben Teile des Leipziger Auwalds einen ausgesprochen naturnahen Charakter bewahrt.

Der südliche Auwald vom Fockeberg aus gesehen

## Lage

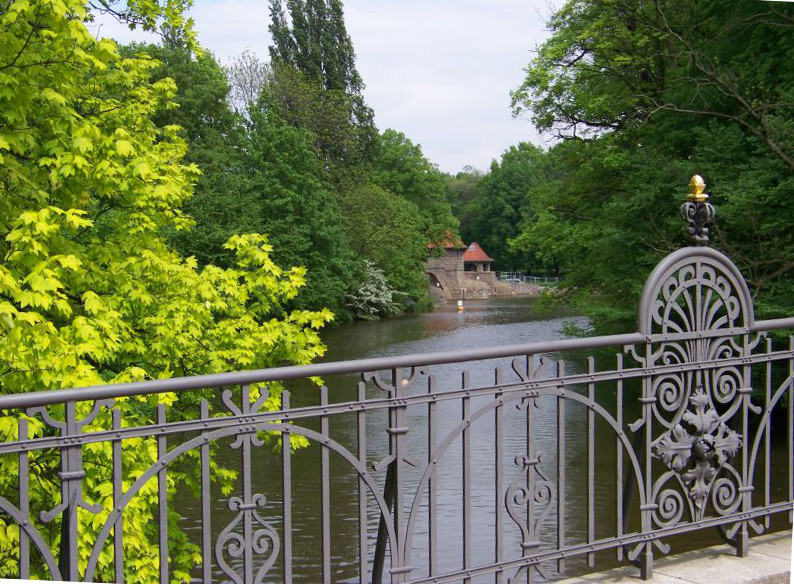
Der Palmengarten ist ein Teil des Korridors zwischen nördlichem und südlichem Auwald

Der Leipziger Auwald setzt sich heute aus einem südlichen und einem nördlichen Teil zusammen. Zwischen beiden ist eine gewisse ökologische Verbindung durch einen Korridor gegeben, der aus den Parks und Grünanlagen besteht, die entlang der zum Hochwasserschutz angelegten Gewässer Elsterbecken und Elsterflutbett liegen. Insgesamt hat er eine Ausdehnung entlang der Flüsse von gut 30 Kilometern und eine Breite von zwei bis fünf Kilometern. Die bedeckte Fläche beträgt circa 2500 Hektar. Der innerstädtische Wald ist überwiegend in kommunalem Eigentum.

## Entwicklung

Falschfarbenbild des Nördlichen Leipziger Auwaldes aus DGM1-Daten mit zahlreichen Fluss- und Altarmen

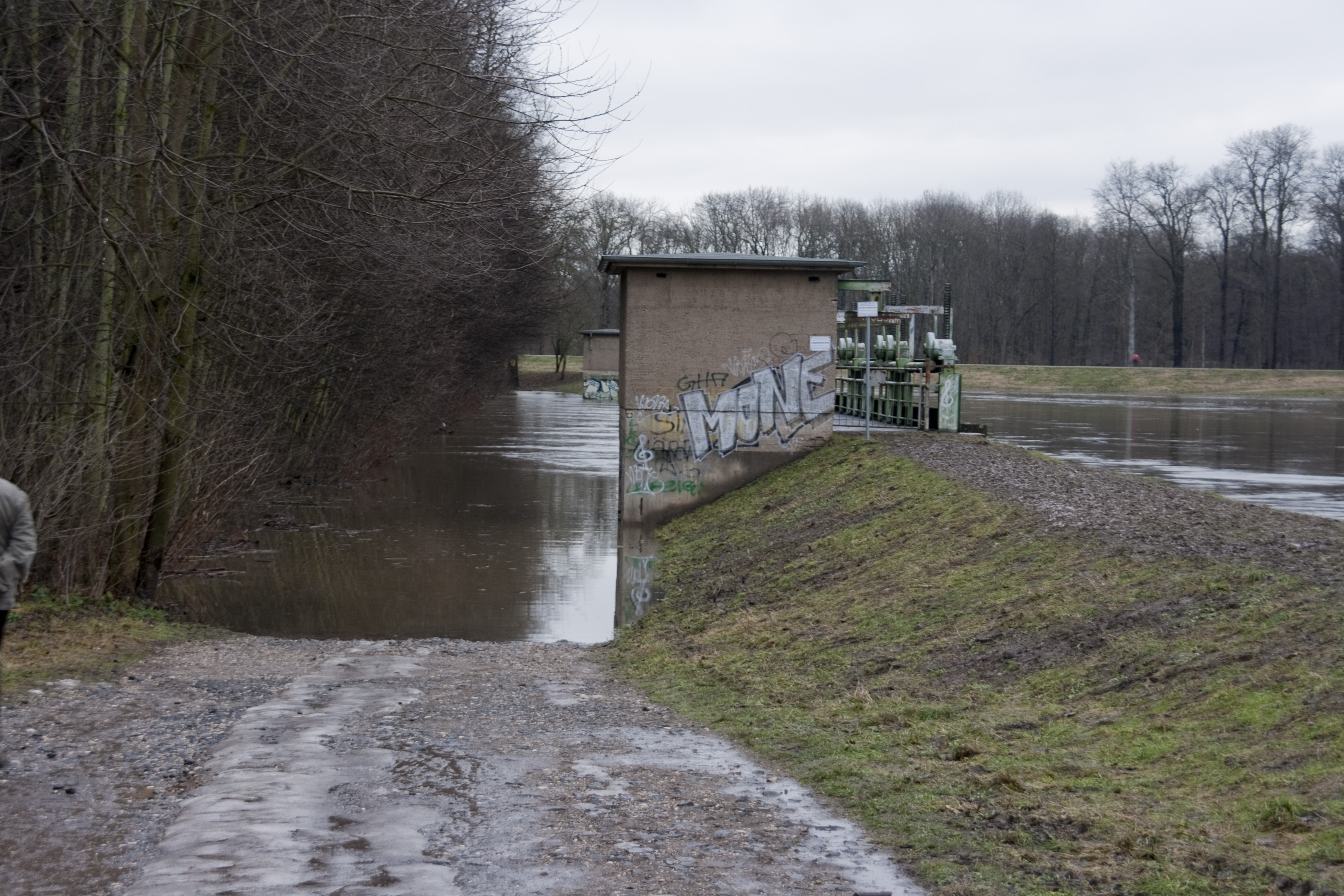
Das geöffnete Nahle-Auslassbauwerk Januar 2011

Der Leipziger Auwald hat sich ständig verändert, wobei Eingriffe des Menschen ein wesentlicher Entwicklungsfaktor waren. Durch Rodungen in den Oberlaufgebieten der Flüsse begann schon vor etwa 7000 Jahren anthropogen ein vermehrter Eintrag von Sedimenten, die sich als Auenlehm ablagerten. Dadurch erhöhte sich das Oberflächenniveau, zu Überschwemmungen kam es jetzt vor allem periodisch im Frühjahr. Bereits jetzt setzte eine Umwandlung von Weichholz- in Hartholzaue ein, besonders die staunässeresistente Stieleiche fand günstige Bedingungen.
Seit dem 12. Jahrhundert wurde im Gebiet des heutigen Auwalds begonnen, massive Eingriffe in die Natur vorzunehmen. Die nicht überfluteten Anteile des Waldes wurden zum Großteil gerodet. Mühlgräben (wie der Pleißemühlgraben und der Elstermühlgraben), Kanäle und Wehre entstanden in den folgenden Jahrhunderten, die die Überschwemmungen regulieren und später Leipzig an das Wassertransportnetz anschließen sollten. Vom Mittelalter bis zur Mitte des 19. Jahrhunderts wurde der Auwald als Mittelwald bewirtschaftet.
In der Neuzeit wurden weiträumige Flussbettverlagerungen von Weißer Elster und Luppe vorgenommen. Trotz der enormen Expansion der Stadt im Zuge der Industrialisierung blieb die Waldfläche nahezu unangetastet. Allerdings wurden die Auen durch die Erschließung der neuen Industriestadtgebiete im Westen (Plagwitz, Leutzsch) zerschnitten. Durch die Zerstörung der natürlichen Flussläufe und den Wegfall der periodischen Überflutung sowie veränderte Bewirtschaftung (Hochwald mit Kahlschlägen) und erhöhten Stickstoffeintrag veränderte sich allerdings die Artzusammensetzung des Waldes im 20. Jahrhundert stark. Besonders die Charakterbaumart Stieleiche ist auf dem Rückzug, Eschen, Berg- und Spitzahorn sind auf dem Vormarsch. Die Ulme ist durch das Phänomen des Ulmensterbens fast verschwunden, kommt aber im Unterwuchs noch vor und hat somit das Potential, wieder Fuß zu fassen. Durch gezielte Aufforstung wurden zudem standortfremde Arten wie Rotbuchen und Pappelhybriden eingebracht.
Über das 1954 nach dem Hochwasser von Juli 1954 gebaute und 2014 erneuerte Nahle-Auslassbauwerk kann bei Hochwasser der Auwald südlich der Neuen Luppe einschließlich der Burgaue geflutet werden.
Wesentliche Teile des Auwaldes südlich von Leipzig wurden in der jüngeren Vergangenheit zu Gunsten des Braunkohletagebaus zerstört. Weiterhin trugen die während des Braunkohleabbaus durchgeführten Grundwasserabsenkungen zur weiteren Austrocknung des Waldgebiets bei. Mit dem Rückgang des Braunkohletagebaues nach der Wiedervereinigung wurde in den 1990er Jahren begonnen, Teile des Auwaldes wieder saisonal zu fluten.
Die gegenwärtige Bewirtschaftung zielt darauf ab, langfristig den Zustand des Waldes um die Mitte des 19. Jahrhunderts wieder zu erreichen: ein vielfältig strukturiertes Arten- und Altersklassengemisch mit einem deutlich höherem Stieleichenanteil als heute (angepeilt sind ca. 40 %).

## Flora und Fauna

### Pflanzen des Auwalds

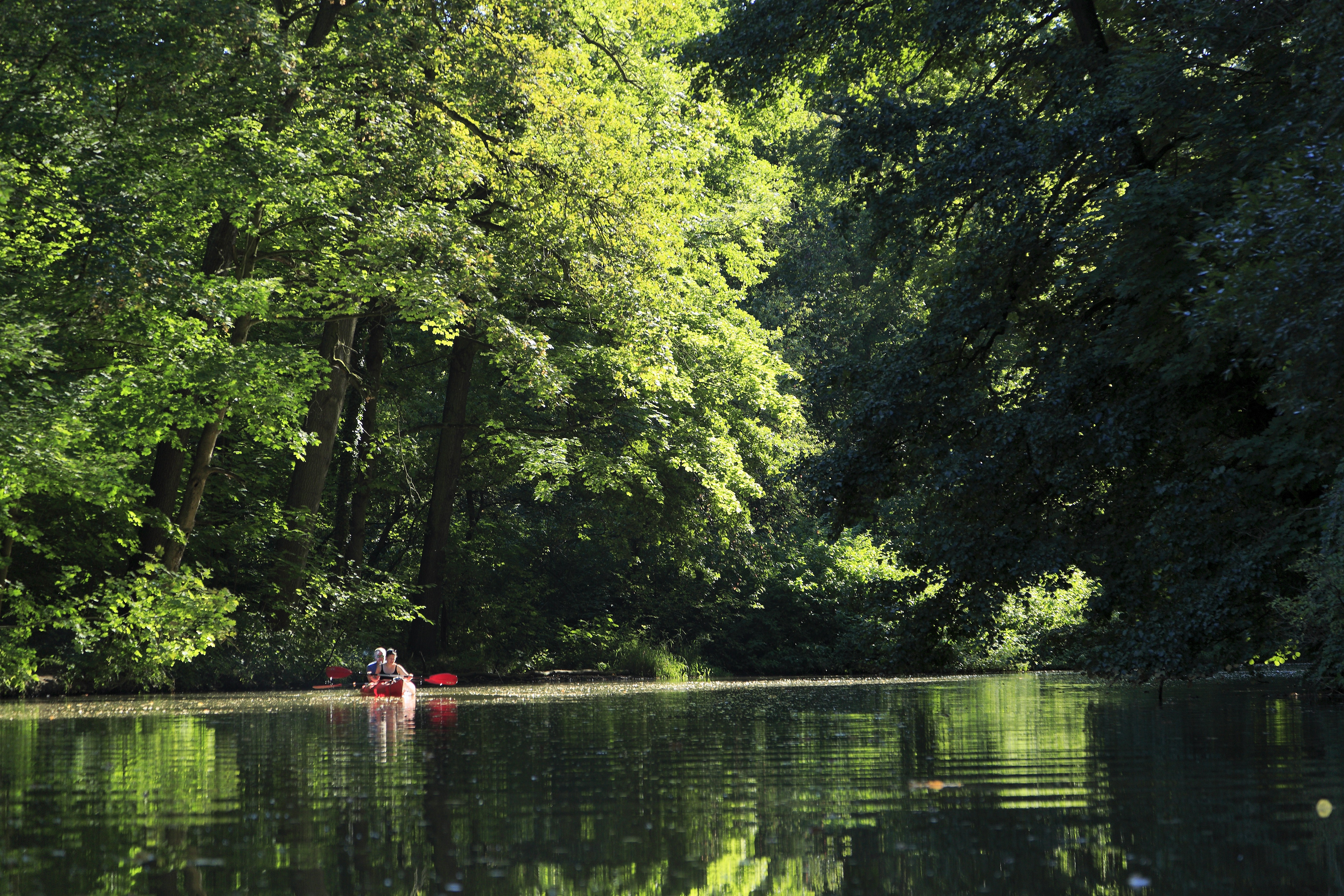
Pleiße im südlichen Auwald

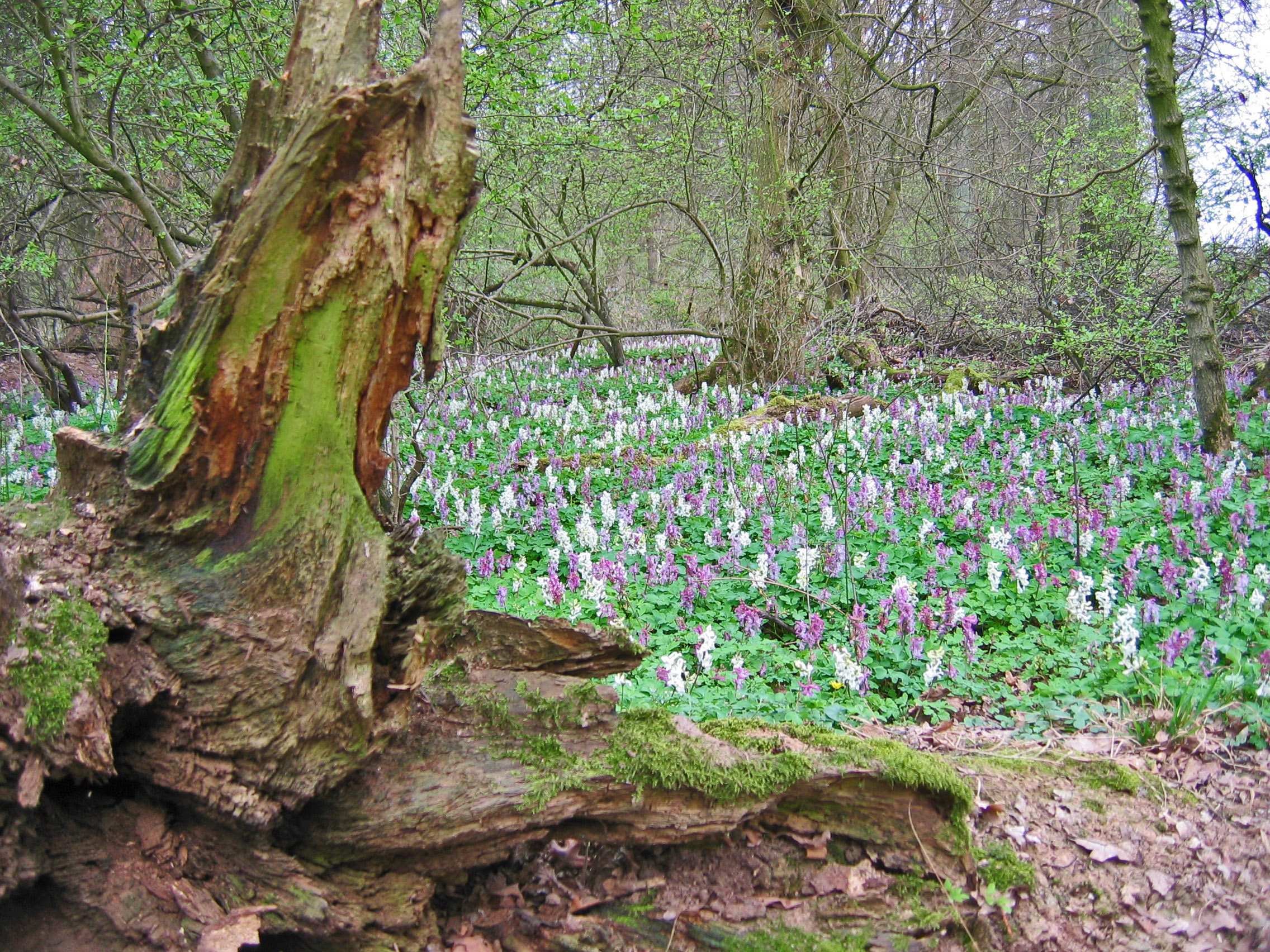
Blühender Lerchensporn

Die Flora des Auwaldes zeigt vielgestaltige Formen und Aspekte, wie sie in Mitteleuropa selten geworden sind.

#### Bäume des Auwalds
Der Baumbestand und seine Altersstruktur haben sich in den letzten 130 Jahren wesentlich geändert. Ulmen und Schwarz-Pappeln finden sich kaum noch; der Anteil der Stieleiche, die vor allem den älteren Bestand ausmacht, verringert sich stetig und liegt jetzt um 20 %. Der Anteil von Esche (30 %) und Ahorn (20 %) mit den jüngeren Beständen ist dagegen erheblich gestiegen. Weitere typische Baumarten sind Linde, Schwarzerle, Traubenkirsche und verschiedene Wildobstarten. Ferner gibt es viele Vertreter von auwaldfremden Baumarten wie Robinie, Roteiche, Rotbuche oder Rosskastanie.

#### Bodenpflanzen
Im Frühjahr entfaltet die Bodenflora des Auwaldes ihre Farbenpracht. Es finden sich zahlreiche Frühjahrsblüher wie Scharbockskraut, Schlüsselblumen und vor allem so seltene Pflanzen wie der Märzenbecher, der hier eines seiner größten Vorkommen in Deutschland hat. Weltweit einmalig ist eine Bastardbildung zwischen Buschwindröschen und Gelbem Windröschen zu einer blassgelben Form, die den Namen Anemone lipsiensis (Leipziger Windröschen) trägt. Später blüht der Bärlauch, der den Boden des Auwaldes sehr dicht und großflächig bedeckt und mit knoblauchartigem Geruch eine Weile dominiert.

### Tiere des Auwalds

#### Säugetiere
Insgesamt sind mehr als 40 verschiedene Säugetierarten für das Gebiet des Leipziger Auwaldes nachgewiesen. Zu den häufigen Wildtieren, die im Auwald leben gehören das Reh, das Wildschwein, der Rotfuchs, das Eichhörnchen, der Igel und Maulwürfe.
Außerdem gibt es zahlreiche Mäusearten z. B. die Waldmaus, die Gelbhalsmaus, die Brandmaus, die Erdmaus, die Kurzohrmaus, die Rötelmaus und die Ostschermaus.
Seltener, aber ebenfalls nachgewiesen werden konnten der Dachs, der Steinmarder, der Baummarder und der europäische Iltis.
Viele der Säugetiere im Leipziger Auwald lassen sich nur selten oder mit viel Geduld beobachten. Sehr seltene Bewohner des Auwaldes, die in erster Linie durch Fotofallen und ihre Hinterlassenschaften nachgewiesen werden konnten, sind das Mauswiesel, der Fischotter, der Biber und die Europäische Wildkatze.
Mit etwas Glück kann man entlang der Wege und auf Freiflächen in der Dämmerung auch Fledermäuse beobachten, z. B. den großen Abendsegler
und die Rauhautfledermaus.

#### Vögel

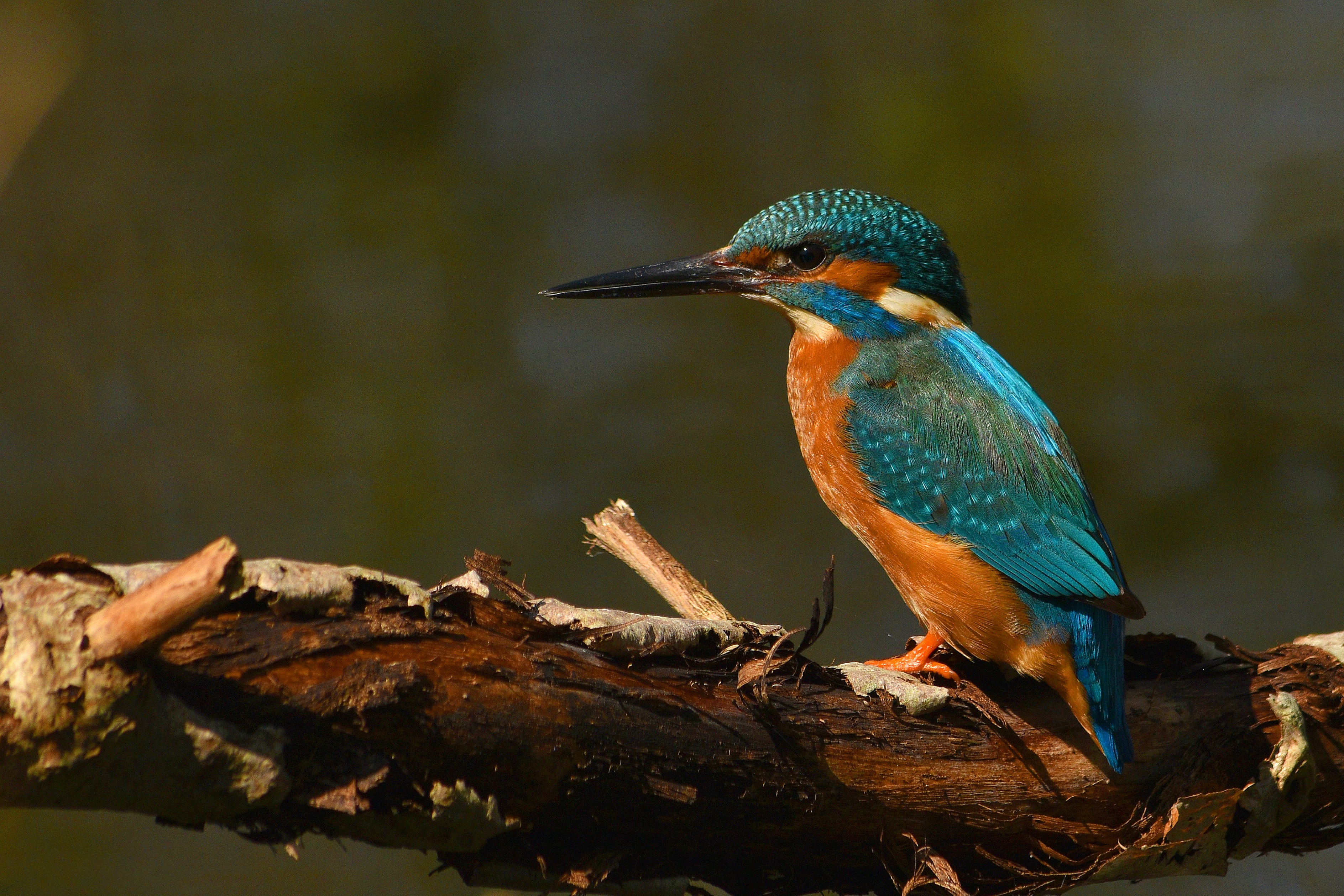
Im Auwald verbreitet: Der Eisvogel

Die reiche Schichtung und Struktur des Baum- und Strauchbestandes ist Grundlage für den Vogelreichtum des Auwaldes. Das betrifft die Artenzahl und auch die Dichte der Brutpaare.
Daher sind der Auwald und seine Randbereiche die Heimat von über 100 Vogelarten, darunter zahlreiche Singvögel und Spechte, sowie Vögel, die hauptsächlich die Gewässer und Offenlandbereiche besiedeln, wie der Eisvogel.
Typische Greifvögel des Auwalds sind Mäusebussard, Rotmilan und der Waldkauz, von dem man oft nur den charakteristischen Ruf hört.
Mit nur wenigen Brutpaaren ist auch der seltene Baumfalke vertreten.
Besonders häufig kann man Spechte hören und mitunter auch sehen. Neben den Buntspecht findet man auch Mittelspecht, Kleinspecht, Grünspecht
sowie den Schwarzspecht.
Man kann jedoch auch den Pirol und Ringeltaube antreffen sowie eine sehr große Anzahl an Singvögeln.

#### Lurche und Kriechtiere

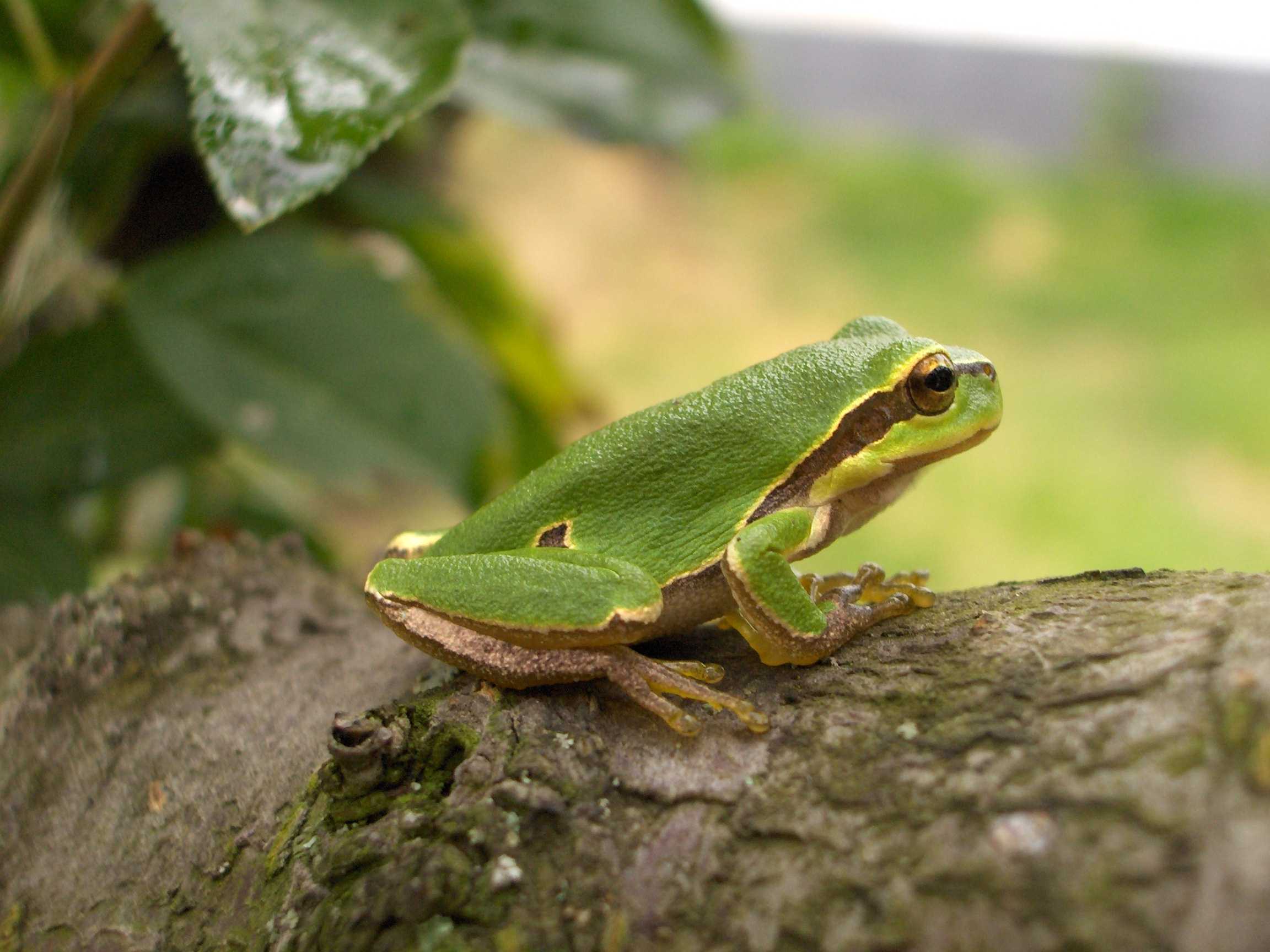
Europäischer Laubfrosch

Menschliche Eingriffe und die daraus resultierende Veränderung des Ökosystems Leipziger Auwald stellen insbesondere für Lurche und Kriechtiere eine starke Beeinträchtigung dar. Viele der hier vorkommenden Arten sind heute besonders bedroht. Von den 26 in Sachsen vorkommenden Lurchen und Kriechtiere sind rund zwei Drittel auch im Leipziger Auwald heimisch, da viele von ihnen Gewässer benötigen. Zu den noch immer im Auwald lebenden Arten zählt der Laubfrosch, der mitunter bis in die Baumkronen klettert sowie mehrere Krötenarten, darunter die Erdkröte, die Wechselkröte und die Knoblauchkröte. Auch seltene Arten wie der Moorfrosch, die Rotbauchunke oder der Kammmolch sind im Leipziger Auwald heimisch.

#### Insekten

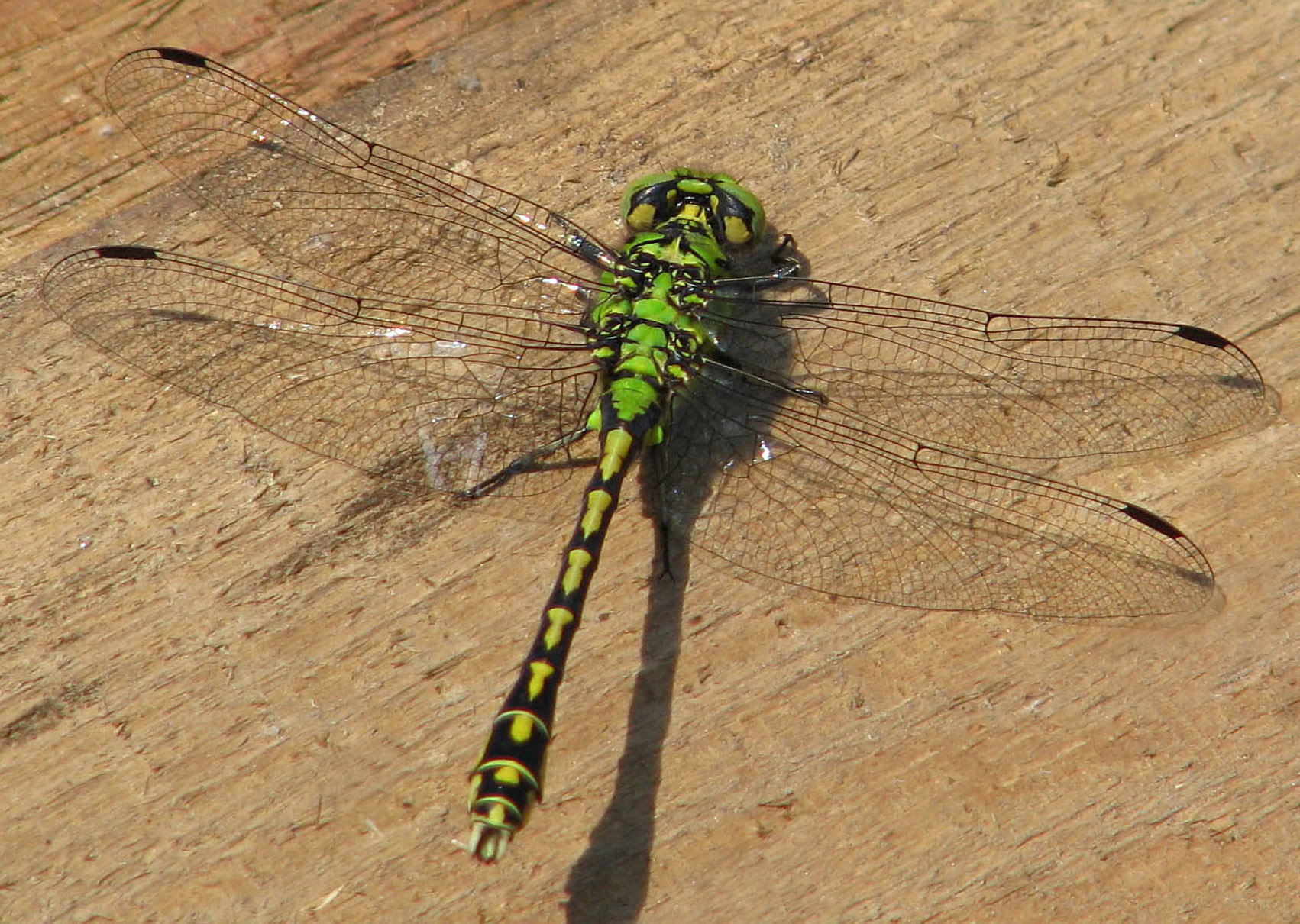
Grüne Flussjungfer beim Sonnenbad

Die Insektenfauna des Leipziger Auwaldes ist sehr arten- und individuenreich. Mittlerweile wurden z. B. über 30 verschiedene Libellenarten im Leipziger Auensystem nachgewiesen. Dazu zählen unter anderem die Zierliche Moosjungfer sowie die Grüne Flussjungfer.
Die wichtigste Bedeutung hat der Leipziger Auwald für das Vorkommen von holzbewohnenden Insekten, da diese besonders von den verbliebenen Altbäumen abhängig sind. So ist der Leipziger Auwald für einige vom Aussterben bedrohte Käferarten, wie der Eremit einer der letzten und deswegen besonders schützenswerten Lebensräume.

### Auwaldprojekt
2001 startete das Leipziger Auwaldprojekt, das auf zehn Jahre angelegt war. Wissenschaftler der Universität Leipzig, des Forschungszentrums iDiv und des Helmholtz-Zentrums für Umweltforschung – UFZ erforschen seitdem mit Hilfe eines 40 Meter hohen Kranes die Baumkronen in der Burgaue. Der Kran kann auf einer Schienentrasse (120 Meter) bewegt werden und macht die Erforschung des Lebensraumes im Ökosystem Wald auf 1,65 Hektar möglich.
Zu den Ergebnissen zählt u. a. die Erkenntnis, dass zur Erhaltung der außerordentlich hohen Biodiversität und Strukturvielfalt des Leipziger Auwaldes die Förderung der Eichenverjüngung von großer Bedeutung ist. Denn die Eiche ist für viele spezialisierte Pflanzenfresser und Pilzarten von großer Bedeutung und bietet Lebensraum für ein großes Spektrum an Insekten, Vögeln und Fledermäusen. Durch eine behutsame und ökologisch orientierte Forstwirtschaft könnte daher der Artenschutz im Leipziger Auwald gestärkt werden.

## Schutzgebiete

Falschfarbenbild des Südlichen Leipziger Auwaldes aus DGM1-Daten

Aufgrund der Bedeutung für den Arten-, Natur- und Landschaftsschutz ist der Auwald durch verschiedene Instrumente geschützt.

### Landschaftsschutzgebiet
Das gleichnamige Landschaftsschutzgebiet zieht sich von Nordwest nach Süd quer durch das Stadtgebiet und umfasst eine Gesamtfläche von rund 5900 Hektar. Neben den eigentlichen Talauen von Elster, Luppe, Pleiße und Parthe sind auch die größtenteils waldlosen Randlagen und große Teile des rekultivierten und wieder aufgeforsteten Geländes um den Tagebau Cospuden, einschließlich eines Teiles des Cospudener Sees darin eingeschlossen. In diesem Landschaftsschutzgebiet liegt auch der Bienitz, eine Endmoränenkuppe aus der Saaleeiszeit.
Das Landschaftsschutzgebiet wurde mit Verordnung vom 8. Juni 1998 festgesetzt. Schutzzweck ist die Erhaltung und Sicherung der Auenlandschaft als Landschaftstyp von hoher ökologischer Wertigkeit sowie als Naherholungsraum.

### Naturschutzgebiete
Alle Naturschutzgebiete Leipzigs befinden sich im Landschaftsschutzgebiet Leipziger Auwald:
- Burgaue (2 Teile, 270 Hektar)
- Elster und Pleißeauewald (66 Hektar)
- Lehmlache Lauer (49 Hektar)
- Luppeaue (circa 32 Hektar auf Leipziger Stadtgebiet, insgesamt 598 Hektar)

### Fauna-Flora-Habitat-Gebiet
Das FFH-Gebiet Leipziger Auensystem mit der Gebietsnummer 4639-301 besteht seit 2011 und aus vier Teilflächen:
1. Kahlholz
2. Leipzig Zentrum und Süd
3. Rennbahn Scheibenholz
4. Schkeuditz und Leipzig West

Es hat eine Gesamtfläche von 2825 ha und ist eine naturnahe Flussauenlandschaft von Elster, Pleiße und Luppe mit großflächigen Altbeständen der Hartholzaue, wertvollen Stromtal-Auenwiesen, Frisch-, Feucht- und Nasswiesen, Altwässern und ehemaligen Lehmstichlachen.

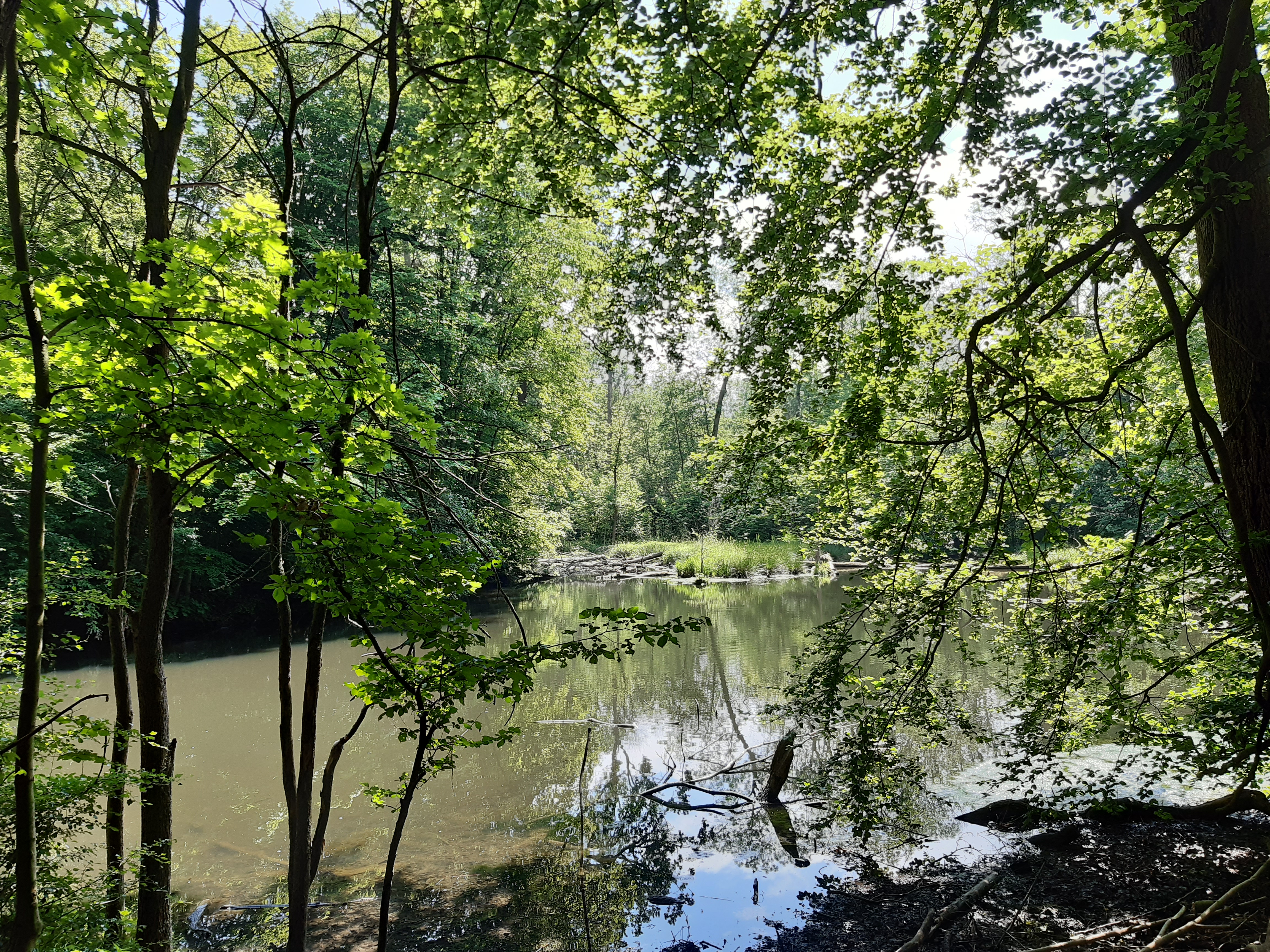
Im südlichen Auwald

Geschützt werden die Lebensraumtypen:
- 3150 Natürliche eutrophe Seen mit einer Vegetation vom Typ Magnopotamion oder Hydrocharition
- 3260 Fließgewässer der planaren bis montanen Stufe mit Vegetation des Ranunculion fluitantis
- 6430 Feuchte Hochstaudensäume der planaren bis alpinen Höhenstufe inkl. Waldsäume
- 6440 Brenndolden-Auenwiesen der Stromtäler
- 6510 Extensive Mähwiesen der planaren bis submontanen Stufe (Arrhenatherion, Brachypodio-Centaureion nemoralis)
- 9160 Sternmieren-Eichen-Hainbuchenwald (Stellario-Carpinetum)
- 91E0 Erlen- und Eschenwälder und Weichholzauenwälder an Fließgewässern (Alno-Padion, Alnion incanae, Salicion albae)
- 91F0 Eichen-Ulmen-Eschen-Auenwälder am Ufer großer Flüsse

Geschützt werden die Anhang-II-Arten: Mopsfledermaus, Biber, Fischotter, Großes Mausohr, Rotbauchunke, Kammmolch, Bitterling, Eschen-Scheckenfalter, Dunkler Wiesenknopf-Ameisenbläuling, Heller Wiesenknopf-Ameisenbläuling, Grüne Flussjungfer, Eremit.

### Vogelschutzgebiet
Das Vogelschutzgebiet Leipziger Auwald mit der Gebietsnummer 4639-451 besteht seit 2006 und hat eine Fläche von 4952 ha. Es wird folgendermaßen beschrieben: naturnahe Fluss- und Auenlandschaft mit ausgedehnten Hartholzau- und Eichen-Hainbuchenwäldern sowie wertvollen Stromtal-Auenwiesen, zahlreiche Strukturelemente wie Altwässer, Staugewässer, ehemalige Lehmstichlachen, verbuschte Bereiche.
Für den Mittelspecht, Rotmilan und Schwarzmilan ist das Vogelschutzgebiet eines der bedeutendsten Brutgebiete im Freistaat Sachsen. Daneben sichert das Gebiet für die folgenden Brutvogelarten einen repräsentativen Mindestbestand im Freistaat Sachsen: Baumfalke, Eisvogel, Grauspecht, Kiebitz, Knäkente, Neuntöter, Rohrweihe, Schwarzspecht und Wespenbussard. Außerdem hat das Vogelschutzgebiet eine herausragende Funktion als Wasservogellebensraum und ist ein bedeutendes Nahrungs- und Rastgebiet für durchziehende und überwinternde Wasservogelarten.

Natur und Landschaft im Leipziger Auwald
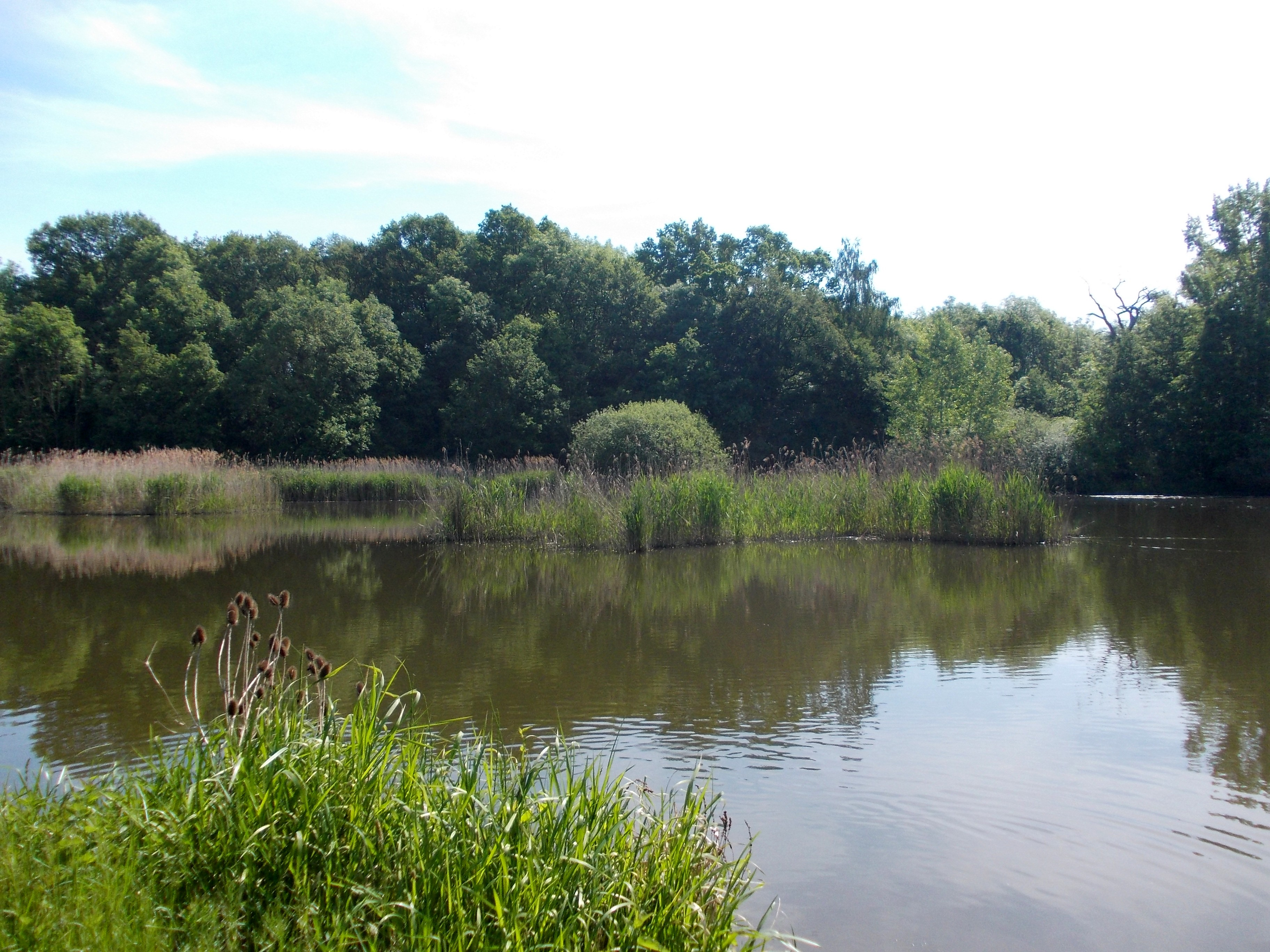
Lehmlache Lauer
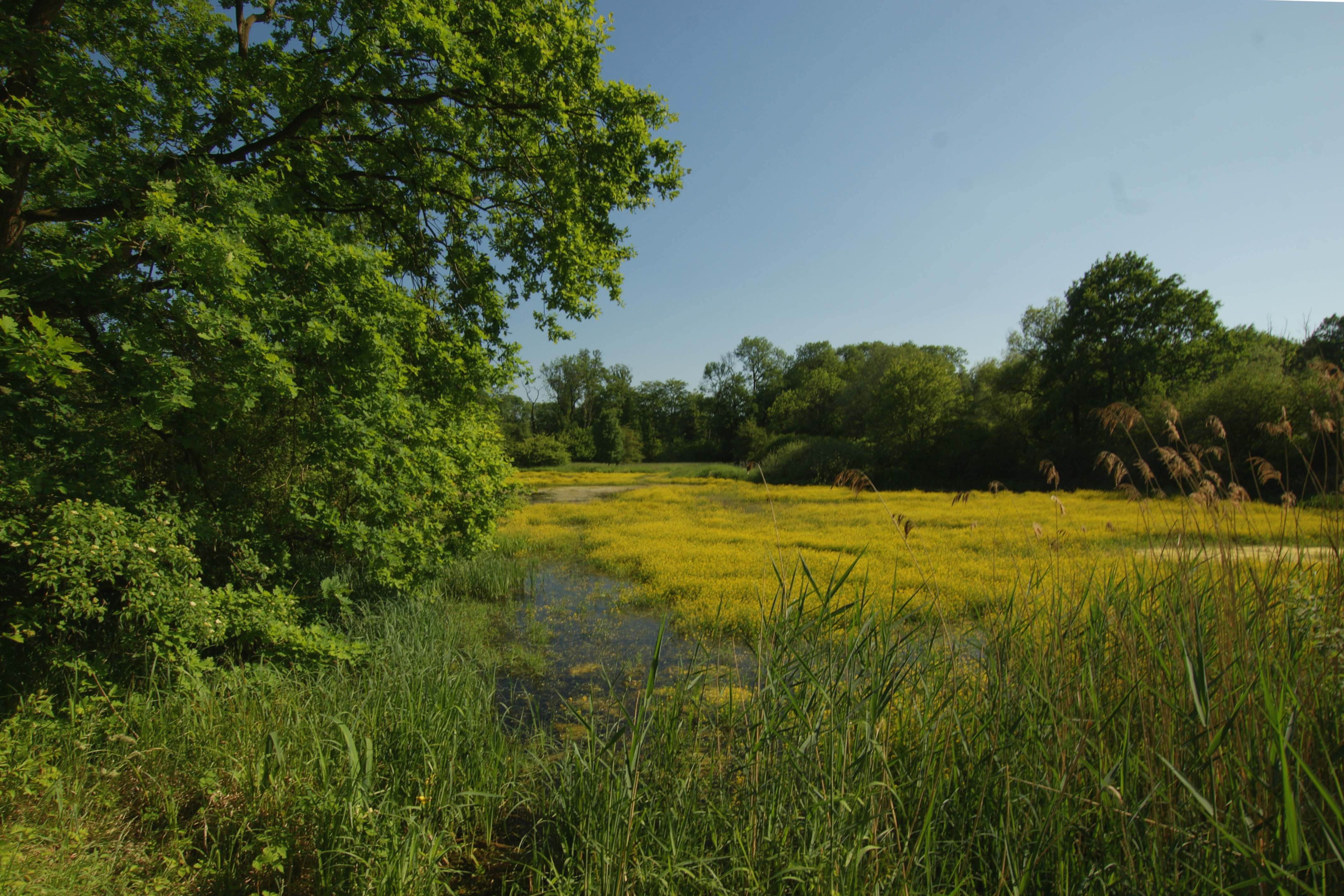
Luppeaue
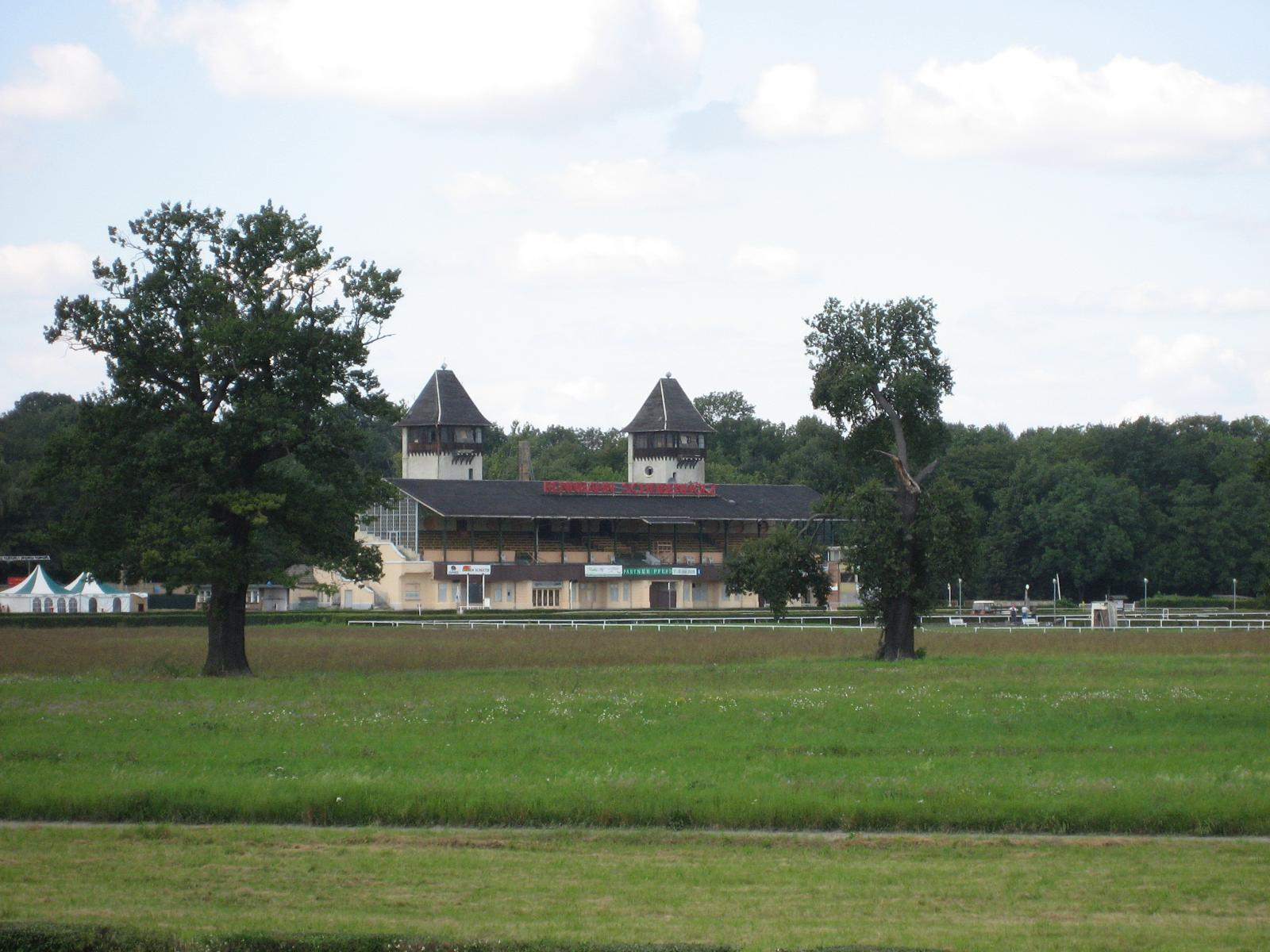
Rennbahn Scheibenholz
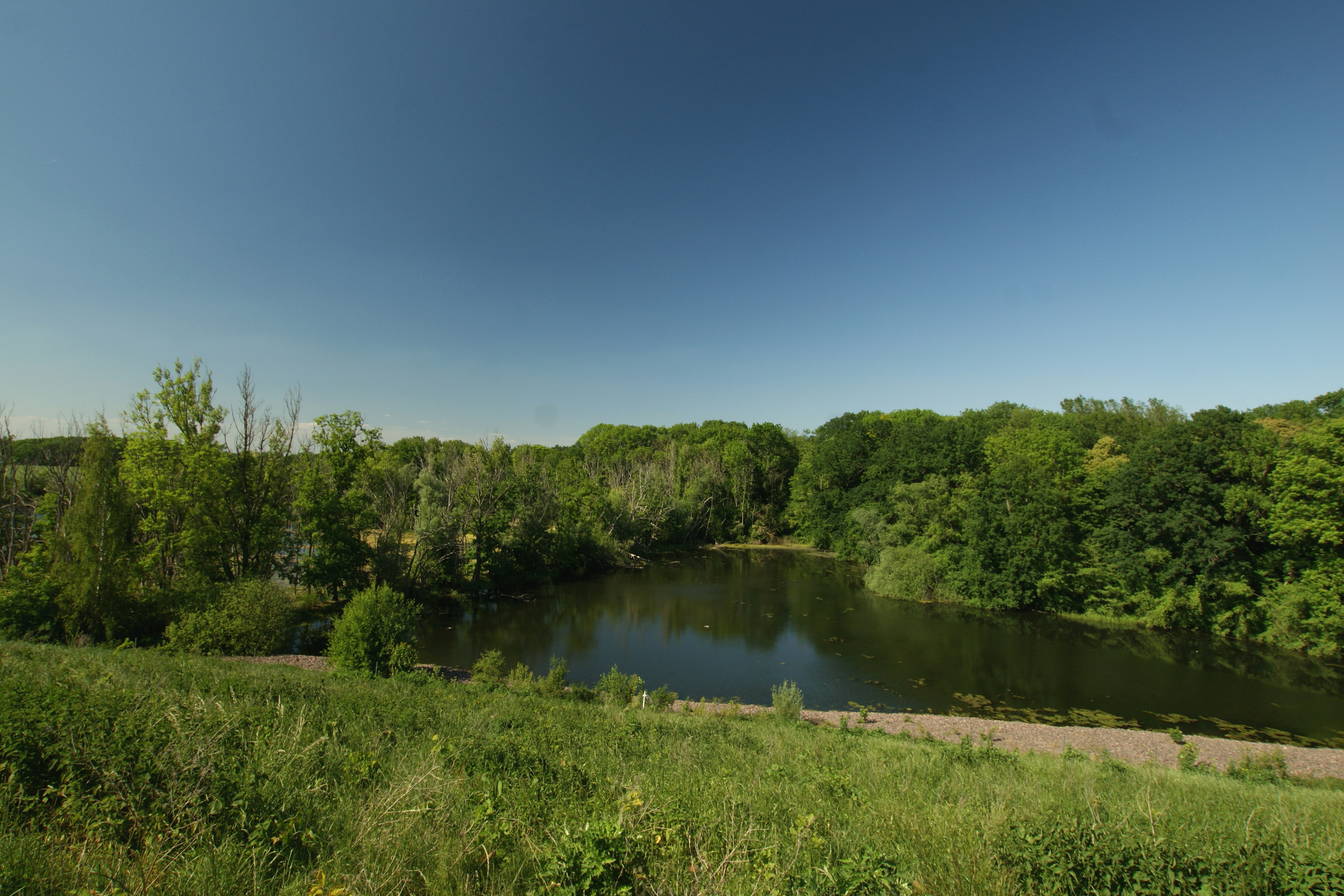
Burgaue

## Nutzung

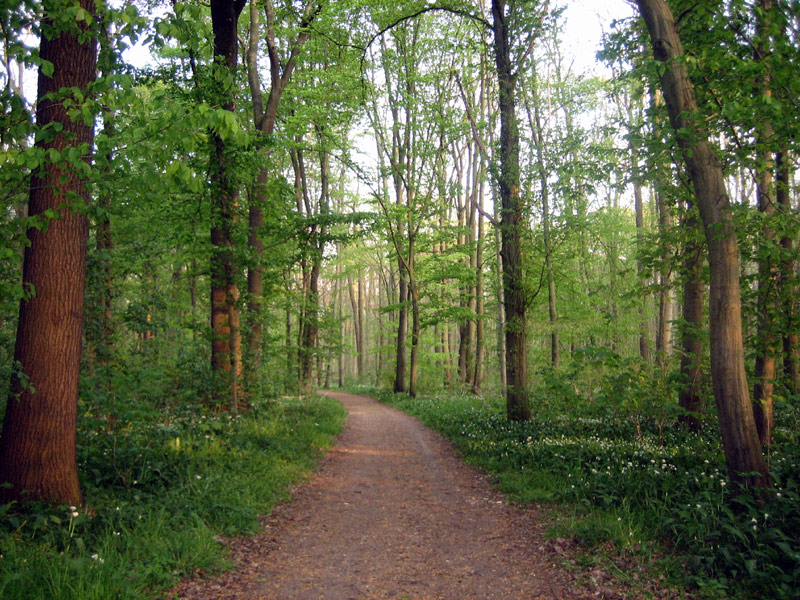
Weg im Leipziger Auwald

Circa 1163 Hektar des Auwalds gehören zum Leipziger Stadtwald. Teile des Auwaldes ziehen sich weit durch die Stadt und grenzen über Parkanlagen wie z. B. das Rosental sogar an die Innenstadt. Man kann den Auwald an vielen Stellen bequem zu Fuß oder mit öffentlichen Verkehrsmitteln erreichen. Das Wegenetz aus Fuß-, Rad- und auch Reitwegen ist im Auwald teilweise so dicht wie in einem Park. Im Gebiet des Leipziger Auwaldes liegen zahlreiche Ausflugsziele. Die forstwirtschaftliche Nutzung spielt eine untergeordnete Rolle.

## Veranstaltungen
1991 veranstalteten Stadt und Universität Leipzig gemeinsam mit Naturschutzverbänden das erste Leipziger Auwaldsymposium. Wissenschaftler und Naturschutzverbände können dieses Forum nutzen, um ihre auwaldbezogenen Projekte vorzustellen und zu verknüpfen.
Auf dem zweiten Symposium 1994 rief das damalige Naturschutzamt der Stadt den Tag des Leipziger Auwaldes ins Leben, der seit 1995 jährlich am 16. April begangen wird. Im Zuge dieses Tages wird unter anderem das Auwaldtier bzw. die Auwaldpflanze des Jahres gekürt. Dabei handelt es sich um typische und schützenswerte Lebewesen im Auwald.
Der Verein Naturschutz und Kunst Leipziger Auwald e. V. (NuKLA) versucht, den Schutz des Ökosystems Leipziger Auwald mit Veranstaltungen und Konzerten ins öffentliche Bewusstsein zu rücken. Er veranstaltet seit 2017 jährlich ein Auenökologiesymposium.

## Ausflugsziele
Einige bekannte Ausflugsziele sind:

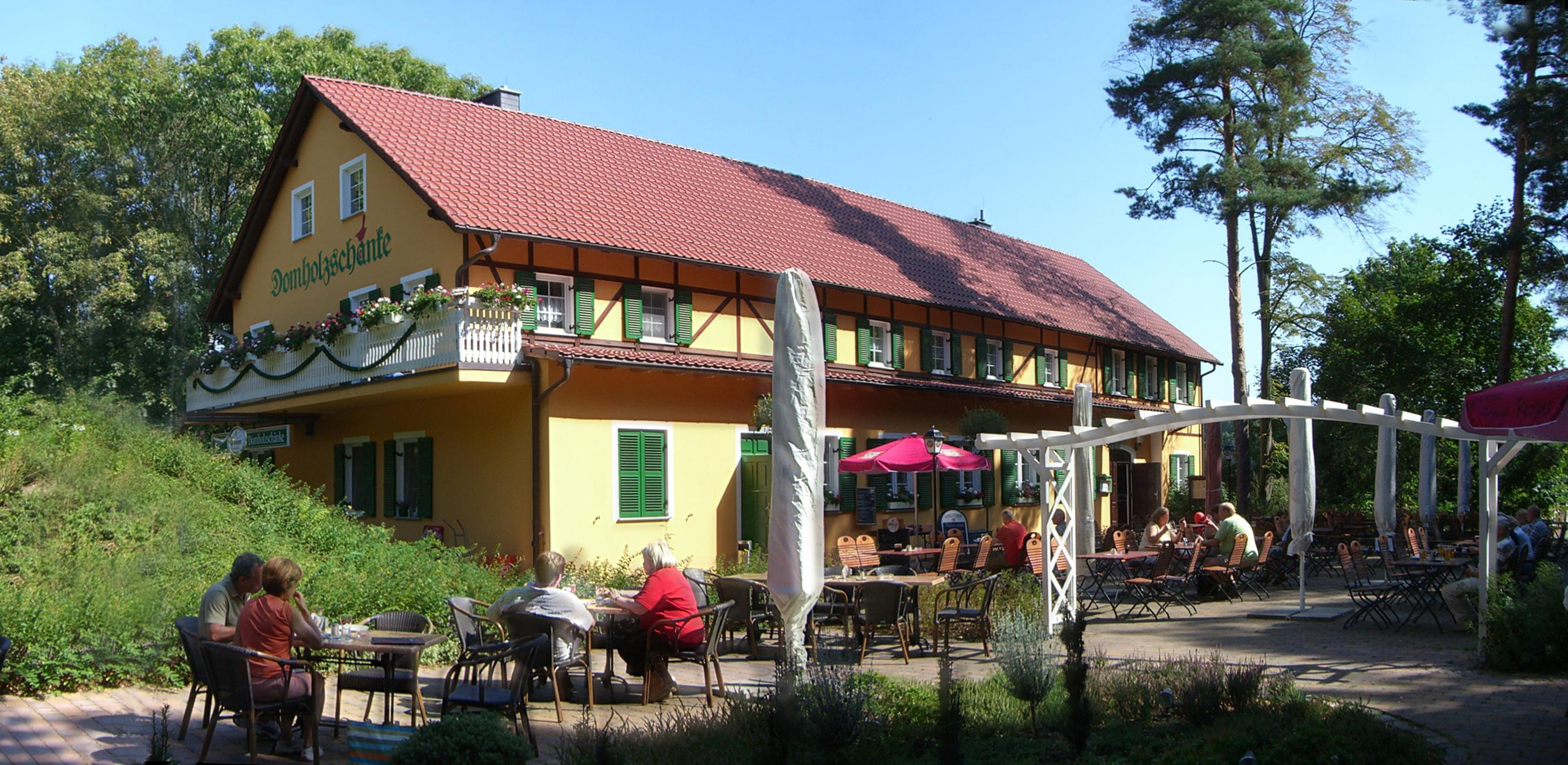
Domholzschänke

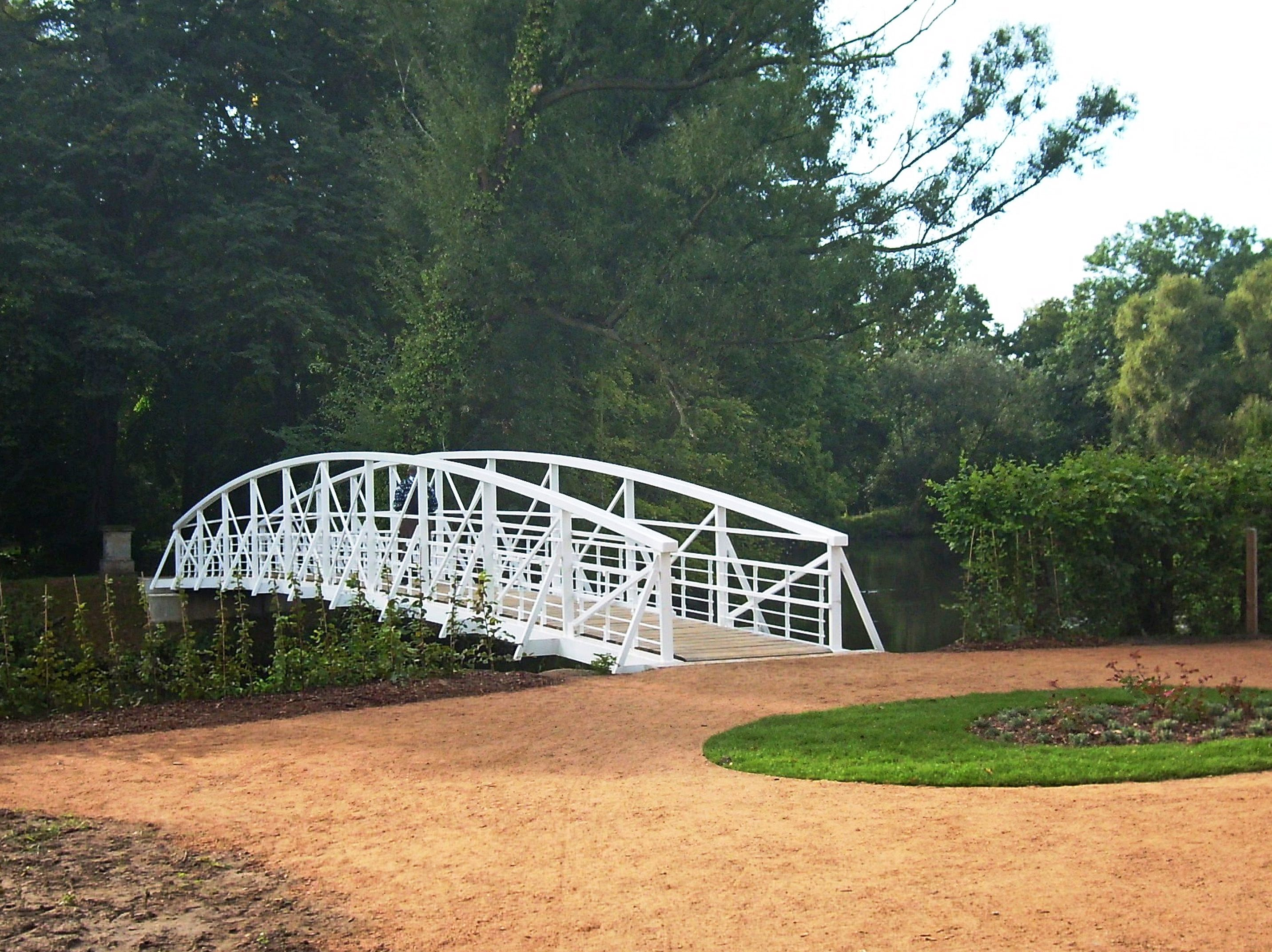
Schlosspark Lützschena

- Der etwa 20 m hohe Rosentalhügel im westlichen Rosental, auf dem sich ein ca. 20 Meter hoher Aussichtsturm befindet, der sowohl einen Blick zum Stadtzentrum als auch über große Teile des Waldes bietet.
- Der ca. 40 m hohe Fockeberg in der Südvorstadt und der ca. 35 m hohe ehemalige Müllberg bei Leipzig- Möckern (heute „Nahleberg“).
- Große Wiese im Rosental mit Zooschaufenster.
- Auensee Leipzig mit der Parkeisenbahn, Spielplätzen und Bootsverleih.
- Schlosspark Lützschena mit zum Teil noch erhaltenen Pavillons und Denkmälern.
- Auwaldstation Leipzig am Schlosspark Lützschena mit verschiedenen Ausstellungen, insbesondere über Flora und Fauna im Auwald.[16]
- Domholzschänke bei Kleinliebenau.
- Schlobachs Hof, Reiterhof und ehem. Gaststätte nördlich von Gundorf.
- Wildpark Leipzig im südlichen Auwald, mit Wildgehegen, Gaststätte und Spielplätzen.
- Cospudener See am südlichen Rand des Auwaldes, Ausflugsziel mit Strandbädern, Rundweg, Aussichtsturm und Hafen.
- Clara-Zetkin-Park, Parkanlage zwischen nördlichem und südlichem Auwald.